# Torsten Wahlund
Karl Torsten Wahlund, född 10 februari 1938 i Sollentuna, Stockholms län, död 16 januari 2024 i Stockholm, var en svensk skådespelare.

## Biografi
Wahlund studerade vid Dramatens elevskola 1956–1959. Han filmdebuterade 1956 i Rasmus, Pontus och Toker, och fick sitt genombrott som ungdomsbrottsling i tv-rättegången Ungdom och brott 1960. 
Han blev kanske mest känd som Malins fästman och sedermera man Peter i Saltkråkan-filmerna. Wahlund medverkade i drygt 60 film- och tv-produktioner. 
Mer känd än hans ansikte var nog hans karakteristiska röst. Wahlund anlitades ofta som speaker och uppläsare i olika sammanhang som talare i reklamfilmer, bland annat för Gillette, och uppläsare av ljudböcker. Wahlund har bland annat läst in Sjöwall Wahlöös tio romaner om brott, ett par Narnia-böcker av C.S. Lewis, många av Björn Hellbergs Sten Wall-deckare och ett par av Håkan Nessers Van Veeteren-romaner. 
Han medverkade även som röst i flera filmer som har dubbats till svenska, bland annat hunden Talons röst i Snow Buddies samt som Professor Albus Dumbledores röst i alla svenskdubbade Harry Potter-filmer.
Torsten Wahlund var gift med Lena Madsén.

## Filmografi (urval)
- 1956 – Rasmus, Pontus och Toker
- 1962 – Chans
- 1963 – Protest
- 1964 – Wild West Story
- 1964 – Tjorven, Båtsman och Moses
- 1964 – Henrik IV
- 1965 – Tjorven och Skrållan
- 1966 – Ska' ru' me' på fest?
- 1966 – Ön
- 1966 – Tjorven och Mysak
- 1966 – Operation Argus (TV-serie)
- 1968 – Jag älskar, du älskar
- 1969 – Eriksson
- 1971 – Brother Carl
- 1971 – Lockfågeln
- 1973 – Pappas pojkar (TV-serie), avsnitt 4
- 1977 – Hammarstads BK (TV-serie)
- 1978 – En och en
- 1980 – Mördare! Mördare!
- 1980 – Mannen som blev miljonär
- 1982 – Time Out (TV-serie)
- 1983 – Indiankojan (TV-serie)
- 1983 – Den tredje lyckan (TV-serie)
- 1983 – Distrikt 5 (TV-serie)
- 1983 – Farmor och vår Herre (TV-serie)
- 1984 – Panik i butiken
- 1984 – Slagskämpen
- 1985 – Nya Dagbladet (TV-serie)
- 1985 – August Strindberg: Ett liv (TV-serie)
- 1986 – Ulme (TV-serie)
- 1988 – Varuhuset (TV-serie)
- 1988 – Kråsnålen (TV-serie)
- 1988 – Venus 90
- 1988 – Oliver & gänget (röst som Francis och DeSoto i originaldubb)
- 1989 – Tre kärlekar (TV-serie)
- 1989 – Interdevotjka
- 1990 – Kära farmor (TV-serie)
- 1990 – S*M*A*S*H (TV-serie)
- 1991 – Storstad (TV-serie)
- 1992 – Aladdin (röst som den magiska grottan)
- 1993 – Morsarvet (TV-serie)
- 1994 – Rederiet (TV-serie) (gästroll)
- 1995 – Snoken (TV-serie)
- 1995 – Jeppe på berget
- 1998 – Beck – Vita nätter
- 1999 – Det spökar (TV-serie)
- 1999 – Tarzan (röst som Kerchak)
- 1999 – Ett litet rött paket (TV-serie)
- 2000 – Den smala vägen
- 2000 – Miraklernas man
- 2001 – Återkomsten (TV-serie)
- 2001 – Harry Potter och de vises sten (röst som professor Albus Dumbledore)
- 2002 – Ramona (TV-serie)
- 2002 – Smådeckarna
- 2003 – Belinder auktioner (TV-serie)
- 2003 – De 101 dalmatinerna II - Tuffs äventyr i London (röst som producenten)
- 2004 – Kyrkogårdsön
- 2004 – Superhjältarna (röst som Rick Dicker)
- 2005 – Kejsarens nya stil 2 – Kronks nya stil (röst som Papi)
- 2005 – Bionicle 3: Nät av skuggor (röst som Sidorak)
- 2005 – Kalle och chokladfabriken (berättare)
- 2005 – Avatar: Legenden om Aang (TV-serie) (röst som avatar Roku, mäster Pakku och fängelsedirektör)
- 2006 – Mästerverket (TV-serie)
- 2006 – Natt på museet (röst som Cecil Fredericks)
- 2010 – Berättelsen om Narnia: Kung Caspian och skeppet Gryningen (röst som Tavros)
- 2013 – Frost (röst som trollkungen Pappsen)
- 2013 – Den som söker

## Teater

### Roller
| År   | Roll                                                      | Produktion                                                                                               | Regi                 | Teater                                  |
| ---- | --------------------------------------------------------- | --- | -------------------- | --------------------------------------- |
| 1959 | En pojke Christoffer En man                               | Den politiske kannstöparen (Den Politiske Kandestøber) Ludvig Holberg                                    | Rune Carlsten        | Dramaten                                |
| 1959 | Polisen                                                   | Tyst i huset, eller Trasslet som blev värre Per Edström                                                  | Per Edström          | Dramaten                                |
| 1959 | Advokat Scimé                                             | Krukan (La giara) Luigi Pirandello                                                                       | Nils Olsén           | Dramaten                                |
| 1960 | Första fiolen                                             | Kvartetten som sprängdes Birger Sjöberg                                                                  | Åke Falck            | Skansens friluftsteater                 |
| 1960 | Förste oborstade figuren                                  | Tuppen (Cock-a-Doodle Dandy) Seán O'Casey                                                                | Lars-Levi Laestadius | Stockholms stadsteater                  |
| 1961 | Montano, ståthållare                                      | Othello William Shakespeare                                                                              | Birgit Cullberg      | Stockholms stadsteater                  |
| 1962 | Johnson                                                   | Sagoprinsen Vilhelm Moberg                                                                               | Carl Johan Ström     | Stockholms stadsteater                  |
| 1963 | Löjtnant Latour m. fl.                                    | Bara en barberare (Histoire de Vasco) Georges Schehadé                                                   | Lars-Levi Laestadius | Stockholms stadsteater                  |
| 1963 | Flisberg Stinsen                                          | Lax, lax, lerbak Alf Henrikson                                                                           | Carl Johan Ström     | Stockholms stadsteater                  |
| 1964 | Sergeanten                                                | Skärmarna (Les Paravents) Jean Genet                                                                     | Per Verner-Carlsson  | Stockholms stadsteater                  |
| 1964 | Krusflors-Walter                                          | Tolvskillingsoperan (Die Dreigroschenoper) Kurt Weill och Bertolt Brecht                                 | Hans Dahlin          | Stockholms stadsteater                  |
| 1965 | Berra                                                     | Offret Lennart F. Johansson                                                                              | Göran Graffman       | Stockholms stadsteater på Lilla Teatern |
| 1965 | Fånge 25                                                  | Buren (The Brig) Kenneth Brown                                                                           | Sten Lonnert         | Stockholms stadsteater                  |
| 1965 | Riff                                                      | West Side Story Leonard Bernstein, Stephen Sondheim och Arthur Laurents                                  | Rikki Septimus       | Oscarsteatern                           |
| 1966 | Medverkande                                               | Sedan vi gått Lars-Levi Laestadius                                                                       | Lars-Levi Laestadius | Stockholms stadsteater                  |
| 1967 | Medverkande                                               | Viet Rock Megan Terry                                                                                    | Sten Lonnert         | Stockholms stadsteater                  |
| 1967 | Blackmouth                                                | Leva som svin (Live Like Pigs) John Arden                                                                | Sten Lonnert         | Stockholms stadsteater                  |
| 1968 | Abram                                                     | Jaktscener (Jagdszenen aus Niederbayern) Martin Sperr                                                    | Ernst Günther        | Stockholms stadsteater                  |
| 1970 | Wurm Hovmarsalk von Kalb                                  | Kärlek och politik (Kabale und Liebe) Friedrich Schiller                                                 | Anders Carlberg      | Stockholms stadsteater                  |
| 1971 | Narren                                                    | Slutet gott, allting gott (All's Well That Ends Well) William Shakespeare                                | Jonas Cornell        | Stockholms stadsteater                  |
| 1973 | Kungen av Frankrike                                       | Kung Lear (King Lear) William Shakespeare                                                                | Kalle Holmberg       | Stockholms stadsteater                  |
| 1974 | Aslak                                                     | Peer Gynt, del I Henrik Ibsen                                                                            | Fred Hjelm           | Stockholms stadsteater                  |
| 1975 | Den sorgklädde                                            | Peer Gynt, del II Henrik Ibsen                                                                           | Fred Hjelm           | Stockholms stadsteater                  |
| 1979 | Biskop Walsham How                                        | Elefantmannen (The Elephant Man) Bernard Pomerance                                                       | Jurij Lederman       | Stockholms stadsteater                  |
| 1979 | Snille, legoknekt                                         | Två på häst och en på åsna (Dva na koni, jeden na oslu) Oldrich Danek                                    | Thomas Ryberger      | Stockholms stadsteater                  |
| 1984 | Olof Claesson                                             | Daniel Hjort eller Skuggornas hämnd Josef Julius Wecksell                                                | Jan Håkanson         | Stockholms stadsteater                  |
| 1986 | Man 1                                                     | Parken (Der Park) Botho Strauss                                                                          | Jan Maagaard         | Stockholms stadsteater                  |
| 1987 | Fältväbeln Skrivare m. fl.                                | Kurage och hennes barn (Mutter Courage und ihre Kinder) Bertolt Brecht                                   | Ragnar Lyth          | Stockholms stadsteater                  |
| 1991 | Melinder Krogvärden                                       | Minns du den stad Per Anders Fogelström                                                                  | Johan Bergenstråhle  | Stockholms stadsteater                  |
| 1995 |                                                           | Dubbeltrubbel (Pyjama pour six) Marc Camoletti                                                           | Lars Amble           | Vasateatern                             |
| 1997 | Rabbin                                                    | Spelman på taket (Fiddler on the Roof) Jerry Bock, Sheldon Harnick och Joseph Stein                      | Georg Malvius        | Stockholms stadsteater                  |
| 1998 | Charles Kendrick                                          | Makten och härligheten (The Absence of War) David Hare                                                   | Benny Fredriksson    | Stockholms stadsteater                  |
| 1999 | Mats Krone                                                | Stockholmsblod Olov Svedelid och Kalle Sörnäs                                                            | Peter Harryson       | Stockholms stadsteater                  |
| 1999 | Gamle lorden Överste Chowser Kapten Adams Tim Linkinwater | Nicholas Nickleby (The Life and Adventures of Nicholas Nickleby) David Edgar efter Charles Dickens roman | Georg Malvius        | Stockholms stadsteater                  |

## Radioteater

### Roller
| År   | Roll          | Produktion                              | Regi      |
| ---- | ------------- | --------------------------------------- | --------- |
| 1960 | Förste fiolen | Kvartetten som sprängdes Birger Sjöberg | Åke Falck |